# Tonny van Ede
Antonie "Tonny" van Ede (født 22. december 1924, død 16. februar 2011) var en hollandsk fodboldspiller (højre wing).
På klubplan tilbragte van Ede hele sin 16 år lange karriere, fra 1947 til 1963, hos Sparta Rotterdam i sin fødeby. Med klubben vandt han det hollandske mesterskab i 1959, mens det i henholdsvis 1958 og 1962 blev til sejr i pokalturneringen KNVB Cup.
Van Ede spillede desuden to kampe for Hollands landshold, som han debuterede for 19. april 1953 i en venskabskamp mod ærkerivalerne Belgien.

## Titler
Hollands mesterskab
- 1959 med Sparta Rotterdam

KNVB Cup
- 1958 og 1962 med Sparta Rotterdam